# Антонов (Наровлянский район)
Антонов (бел. Антонаў) — деревня в Вербовичском сельсовете Наровлянского района Гомельской области Беларуси.

## География

### Расположение
В 15 км на юго-запад от Наровли, 20 км от железнодорожной станции Ельск (на линии Калинковичи — Овруч), 193 км от Гомеля.

### Гидрография
На реке Словечна (приток реки Припять).

## Транспортная сеть
Транспортные связи по просёлочной, затем автодороге к Наровле. Планировка состоит из полувыгнутой, почти широтной ориентации улицы, к центру которой с севера присоединяется переулок. Застройка двусторонняя, деревянная, усадебного типа.

## История
Обнаруженное археологами городище железного века (в 0,5 км на запад от деревни) свидетельствует о заселении этих мест с давних времён. По письменным источникам известна с XVI века как местечко Антоновичи в Мозырском повете Минского воеводства Великого княжества Литовского. Впервые упомянута под 1595 год. Обозначена на карте ВКЛ 1613 года. Около села в 1751 году спасались остатки разбитого правительственными войсками отряды гайдамаков и повстанцев. С 1764 года во владении Аскерко.
После 2-го раздела Речи Посполитой (1793 год) в составе Российской империи. В 1795 году деревянная церковь Святителя Николая. Рядом находилась деревня Слобода Антоновская. Деревня была отдана действительному тайному советнику Я. Сиверсу, а с 1825 года во владении С. И. Горвата. В 1879 году обозначена в числе поселений Демидовского церковного прихода. Согласно переписи 1897 года действовал хлебозапасный магазин, в Наровлянской волости Речицкого уезда Минской губернии. С 1917 года работало народное училище.
В 1931 году организован колхоз, имелись водяная мельница и кирпичный завод. Во время Великой Отечественной войны действовала подпольная группа (руководитель Т. Целко). В августе 1943 года оккупанты полностью сожгли деревню. 79 жителей погибли на фронте. Согласно переписи 1959 года в составе колхоза имени М. В. Фрунзе (центр — деревня Грушевка). Располагались 9-летняя школа, клуб.

## Население

### Численность
- 2004 год — 84 хозяйства, 160 жителей.

### Динамика
- 1795 год — 26 дворов, 140 жителей; в деревне Слобода Антоновская 5 дворов 40 жителей.
- 1834 год — 16 дворов.
- 1897 год — 73 двора, 439 жителей (согласно переписи).
- 1908 год — 87 дворов 657 жителей.
- 1940 год — 124 двора, 369 жителей.
- 1959 год — 934 жителя (согласно переписи).
- 2004 год — 84 хозяйства, 160 жителей.